# Rudolf (Schiff, 1894)
Die Rudolf war ein 1894 gebautes Fährschiff, das zunächst als Rut in Dänemark fuhr und 1930 nach Estland verkauft wurde. Dort beschlagnahmte die Wehrmacht das Schiff 1941. Von 1948 war es für die Ivers-Linie, ab 1952 bis zum Abwracken 1956 für die Reederei Cassen Eils im Helgolanddienst im Einsatz.

## Bau und technische Daten
Das Schiff wurde 1894 auf der Werft Helsingør Jærnskibs- og Maskinbyggeri in Helsingør/Dänemark unter der Baunummer 52 auf Kiel gelegt. Der Stapellauf fand am 24. November 1894 unter dem Namen Rut statt, die Fertigstellung und Ablieferung an die Reederei Sydfyenske Dampskibsselskab in Svendborg erfolgte am 29. Dezember 1894.
Ihre Länge betrug 28,28 Meter, sie war 5,35 Meter breit und wies einen Tiefgang von 2,02 Metern auf. Sie war mit 96 BRT bzw. 36 NRT vermessen und hatte eine Konstruktionsverdrängung von etwa 185 Tonnen. Der Antrieb bestand aus einer Zweizylinder-Verbunddampfmaschine, deren Leistung 140 PS betrug. Diese wirkte auf eine Schraube, der Dampfer erreichte eine Geschwindigkeit von 9,0 Knoten. 1952 wurde die Maschine durch einen Vierzylinder-Dieselmotor der Modag (Motorenfabrik Darmstadt GmbH) mit 200 PS ersetzt, der das Schiff auf eine Geschwindigkeit von 10 Knoten brachte. Als Fahrgastschiff konnte es 120 Passagiere befördern.

## Geschichte

### DänischeRut1894–1930
Mit der Fertigstellung am 29. Dezember 1894 lieferte die Werft das Schiff an die Reederei Sydfyenske Dampskibsselskab aus, Heimathafen wurde Svendborg. Die 1875 gegründete Reederei betrieb vor allem Routen zwischen Langeland, Fünen und den anderen Inseln im Süden Dänemarks. Die Rut setzte die Reederei zunächst auf den Verbindungen zwischen Svendborg und Faaborg sowie zwischen Svendborg und Rudkøbing ein. Im September 1911 erfolgte der Wechsel auf die neu eröffnete Route zwischen Bagenkop und Kiel. Als diese zu Beginn des Ersten Weltkrieges eingestellt wurde, befuhr das Schiff die Strecke zwischen Faaborg und Søby sowie zwischen Rudkøbing und Vemmenæs. Im Oktober 1930 verkaufte die Reederei das Schiff nach Estland.

### Estnische Fähre 1930–1940
Neuer Besitzer in Estland wurde zum 1. November 1930 die Reederei von Gustav Sergo & Co. in Tallinn, die Fährverbindungen zwischen dem estnischen Festland und den vorgelagerten Inseln betrieb. Zu einem nicht bekannten Zeitpunkt benannte sie die Rut in Rudolf um. Von 1930 bis 1940 bediente das Schiff die Route zwischen Rohuküla im Westen Estlands und dem Hafen Heltermaa auf der Insel Hiiumaa, früher auch Dagö genannt. Nach der Zwangseingliederung Estlands in die Sowjetunion am 6. August 1940 wurde die Reederei verstaatlicht und die Schiffe hatten die sowjetische Flagge zu führen.

### Kriegsschicksal 1940–1945
Nach Beginn des deutschen Überfalls auf die Sowjetunion im Juni 1941 (Unternehmen Barbarossa) beschlagnahmte die deutsche Wehrmacht das Schiff am 4. September 1941 in Hapsal (Estland), behielt den Namen Rudolf bei und überstellte es am 15. November zur Feldkommandantur Reval. Bereits am 18. Dezember des Jahres wurde das Schiff zurückgegeben, anschließend wird es erst wieder mit Beginn des deutschen Rückzuges erwähnt: Am 20. September 1944 befand sich die Rudolf bei der Landungs-Pionierkompanie 774 auf Moon, am 6. Dezember 1944 beim Landungs-Pionierbataillon 28 in Windau. Vor Kriegsende evakuierte das Schiff Flüchtlinge nach Schleswig-Holstein.
Nach Kriegsende wurde die Rudolf in der Strander Bucht bei Kiel am 11. Mai 1945 britische Beute. Allerdings wurde sie nicht an die früheren Eigner in der Sowjetunion, die 1940 verstaatlichte Reederei, zurückgegeben, sondern die britischen Behörden gaben es 1947 für den zivilen Gebrauch frei.

### FahrgastschiffRudolfder Ivers-Linie 1948–1951
1948 kaufte die Ivers-Linie in Kiel das Schiff. Die Reederei betrieb mehrere Fahrgastschiffe im Fährverkehr wie die ehemaligen Minensuchboote Christian Ivers (ex M 607) und Harald Ivers (ex M 608). Die Reederei bediente nach dem Zweiten Weltkrieg die erste internationale Fährverbindung Deutschlands: Dazu setzte sie die Christian Ivers 1950 zwischen Kiel und Korsør ein. Für die Neuerwerbung Rudolf behielt die Ivers-Linie den Namen des Schiffes bei und setzte es auf der Verbindung Kiel und Eckernförde ein. 1951 verkaufte sie das Schiff wieder.

### Im Helgolandverkehr der Reederei Cassen Eils 1952–1956
Der Käufer des Schiffes, die Reederei Eils & Visser, schickte das Schiff zunächst in die Meyer Werft in Papenburg und ließ die in die Jahre gekommene Maschine ersetzen. Eingebaut wurde ein Viertakt-Vierzylinder Dieselmotor der Modag (Motorenfabrik Darmstadt GmbH) mit 250 PS, der das Schiff auf zehn Knoten brachte. Im gleichen Jahr übernahm Cassen Eils auch die Anteile von Ludwig Visser und wurde alleiniger Inhaber der Reederei.
Nach der Freigabe Helgolands durch die Briten am 1. März 1952 lief das Schiff unter dem Kommando von Cassen Eils am 15. Juni 1952 zum ersten Mal von Cuxhaven zur Insel aus. Daneben setzte Eils das Schiff auch von Norderney, Langeoog, Spiekeroog und Büsum nach Helgoland ein. In den Jahren von 1952 bis 1956 fuhr das Schiff zunächst vor allem Arbeiter und Material für den Wiederaufbau der Insel nach Helgoland und natürlich im Ausflugsverkehr. Als Mitte der 1950er Jahre auch andere Reedereien wieder Fahrten nach Helgoland anboten, wurde das Schiff zu klein und auch aus Altersgründen im Juni 1956 durch den Neubau Atlantis ersetzt. Insgesamt wurden in dieser Zeit über 500 Fahrten durchgeführt. Im selben Jahr wurde das Schiff in Bremerhaven abgewrackt.